# Cox’ Berberitze
Cox’ Berberitze (Berberis coxii) ist eine Pflanzenart aus der Familie der Berberitzengewächse (Berberidaceae). Sie ist im Nordosten von Myanmar beheimatet.

## Beschreibung
Cox’ Berberitze ist ein dichter immergrüner Strauch mit elliptischen bis eiförmig-elliptischen Laubblättern, die dornig gezähnt sind und bis 5 Zentimeter lang werden. Sie sind oberseits glänzend dunkelgrün und unterseits stark bereift. Im späten Frühjahr erscheinen Büschel mit 3 bis 6 blassgelben Blüten. Die Beeren sind länglich-eiförmig, schwarz gefärbt und blau bereift. 

## Nutzung
Diese Art wird als Zierstrauch in Gärten und Parks verwendet. 